# Saturniini
Saturniini — триба метеликів родини Сатурнієві (Saturniidae). До триби відносяться великі нічні метелики з розмахом крил 7-15 см. Поширені на всіх континентах крім Антарктиди.
Триба включає близько 425 видів.

## Роди
- Actias - Agapema - Antheraea - Antheraeopsis - Argema - Calígula - Calosaturnia - Ceranchia - Chrysodesmia - Copaxa - Cricula - Eriogyna - Eudia - Graellsia - Lemaireia - Loepa - Neodiphthera - Neoris - Opodiphthera - Pararhodia - Rhodinia - Saturnia - Solus - Syntherata - Telea[1]